# 武俊維
武俊維（英語：Peter Wu Jun-wei；1963年6月27日—2022年5月10日；聖名：伯多祿），中國大陸天主教主教。曾任山西絳州宗座監牧區宗座監牧（2010年-2022年）。

## 生平
武俊維出生於1963年6月27日。在中國山西省太原市小店區劉家堡鄉的西柳林村。1982年8月，進入絳州宗座監牧區小修院学习。1985年3月，進入山西孟高維諾修院修院就读。1990年12月9日，武俊維在27歲時於太原聖母無染原罪主教座堂由太原總教區非法主教張信晉铎。
1991年至1996年3月期間出任太原總教區沙溝堂區任堂區主任司鐸，同時兼管婁煩縣和古交市教務。1996年4月至2001年8月間，在太原總教區主教公署擔任教務主任，並負責太原教區小修院，同時兼任太原聖母無染原罪主教座堂堂區助理主任司鐸和教區出納。其中，從1998年開始再次兼管古交市的教務。2001年8月至2009年8月期間，出任山西孟高維諾修院院長。2009年9月，調任絳州宗座監牧區服務。
2009年9月8日，武俊維在45歲時当选为运絳州宗座監牧區的主教候選人。其後，獲時任教宗本篤十六世認可及任命為絳州宗座監牧區宗座監牧。2010年9月21日，在新绛聖安道主教座堂由山西汾陽教區主教霍成主禮，太原總教區助理主教孟寧友、北京總教區主教李山和河北大名教區主教楊祥太晉牧。
武主教任內先後襄禮晉牧在2016年的丁令斌為潞安教區主教和2020年的劉根柱為洪洞教區主教。2022年5月10日上午，武俊维主教因急性心梗在中國山西省絳州去世，终年59岁。同年5月16日上午，在新絳主教座堂舉行殯葬禮儀，之後安葬於段家莊教區的公墓。

## 家庭
武俊維生於太原天主教徒家庭，是家中六名子女的老大，分別有一弟一妹成為了司铎及修女。其太叔公武安邦是一名傳道員，在1900年義和團事件期間殉道，且於2000年獲教宗冊封的120名中華殉道聖人之一。